# Peñon d'Alger
 (novembre 2014).
Si vous disposez d'ouvrages ou d'articles de référence ou si vous connaissez des sites web de qualité traitant du thème abordé ici, merci de compléter l'article en donnant les références utiles à sa vérifiabilité et en les liant à la section « Notes et références ».
Le Peñon d'Alger (en espagnol : Peñón de Argel) est l'ensemble de quatre îlots séparés qui entouraient la ville d'Alger jusqu'à réalisation de la jetée sous le gouvernement de Khayr ad-Din Barberousse (XVIe siècle).

## Géographie

Les trois premiers îlots se suivent de l’ouest à l’est, le quatrième est au sud du second.

De la partie du littoral située en face de ce groupe, et qui, à cet endroit, se projette fortement vers le nord, part une série de récifs qui, suivant la direction de la rue actuelle de l’Amirauté, aboutissent au point d’intersection des deuxième et troisième îlots. Une ligne d’écueils moins longue existe encore sous le bâtiment de la Santé. Ces deux lignes et celle des îlots constituaient la charpente de la darse que Barberousse créa, après la prise du Peñon, en remplissant, avec les décombres provenant de la partie principale de cette forteresse, les intervalles qu’il y avait entre ces différentes têtes de roches.

## Histoire

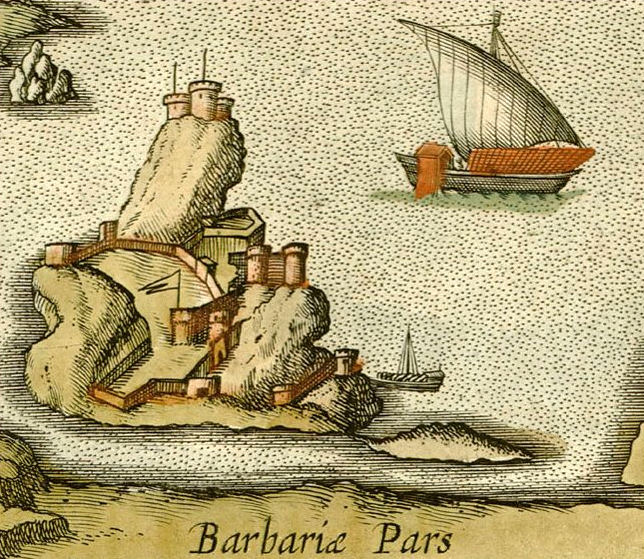
Le Peñon et son îlot dans la baie d'Alger au début du XVIe siècle.

Le géographe arabe, Al-Bakri, indiquait au XIe siècle, que les îles étaient connues sous le nom collectif de Stofla.
Les îlots d'Alger, appelés al-Jazāʾir (arabe : الجزائر), et qui donnèrent leur nom au pays, avaient joué un rôle central dans l'histoire de la ville [réf. nécessaire]. 
1510 : Le comte Pedro Navarro construit la forteresse appelée Peñón, sur l’îlot central.
1516 : Le corsaire Arudj Barberousse est appelé à Alger par ses habitants.
1516 : Diego de Vera échoue dans son expédition contre Alger, défendu par Arudj.
1518 : Hugo de Moncada échoue dans une autre expédition contre Alger défendu par Barberousse.
1529 : Prise du Peñon, par Barberousse